# 土屋俊三
土屋 俊三（つちや としぞう、1883年（明治16年）4月28日 - 1950年（昭和25年）11月6日）は、大正から昭和期の実業家、政治家。参議院議員、千葉県山武郡松尾町長などを務めた。旧姓・古川。

## 経歴
千葉県山辺郡片貝村（山武郡片貝村、片貝町を経て、現在は九十九里町）で古川藤太郎、いつ の三男として生まれた。小学校卒業後、千葉県教育会尋常小学校准教員講習科を経て、1906年（明治39年）千葉県師範学校を卒業した。同年4月、松尾小学校訓導に就任。1908年（明治41年）12月に武射郡松尾村（山武郡松尾村、松尾町を経て、現在は山武市）の土屋家の養子となった。1912年（明治45年）小学校を退職し、家業の米穀肥料商を継承した。
1933年（昭和8年）千葉県穀物肥料商業組合長に就任。その他、千葉県肥料卸商組合連合会理事長、千葉県商工会連合会副会長、同会長などを務めた。太平洋戦争から戦後にかけて千葉県食糧営団理事、同理事長、食糧配給公団千葉県支局長を務め、県民の食糧確保に尽力した。
政界では、1928年（昭和3年）松尾町会議員に選出された。1936年（昭和11年）松尾町長に就任し1期在任した。1940年（昭和15年）1月に立憲政友会から出馬して千葉県会議員に当選し、1947年（昭和22年）4月まで在任し、参事会員（3期）、同補充員（1期）、政友会県会議員団幹事などを務めた。
1950年（昭和25年）6月の第2回参議院議員通常選挙で千葉県地方区に自由党公認で出馬して、当選。農業、食糧政策の分野での活躍が期待されていたが、1期目在任中の同年11月に死去。

## 著作
- 『農村の現状を熟視して』九十九新報社、1929年。

## 追悼集
- 『丹心深愛』教え子の会、1956年。[1]

## 親族
- 長男 土屋米一（千葉県議会議員）[1]
- 義弟 土屋勇吉（千葉県議会議員）[1]